# إعمار المساجد التاريخية في السعودية
إعمار المساجد التاريخية هو برنامج سعودي تشرف عليه الهيئة العامة للسياحة والتراث الوطني بالشراكة مع وزارة الشؤون الإسلامية والدعوة والإرشاد، ومؤسسة التراث الخيرية، ويشمل نطاق عمله حصر وإعمار المساجد التاريخية، ووضع خطة علمية لتوثيقها وترميمها بالطريقة التي تضمن المحافظة على طابعها العمراني، واعتماد أسس ومعايير لتصنيف المساجد وتأهيلها وتحديد الإجراءات العملية التي تحدد أدوار الجهات المشاركة.

## لمحة تاريخية
انطلق برنامج إعمار المساجد التاريخية عام 1418هـ استنادا إلى رؤية قدمها رئيس الهيئة العامة للسياحة والتراث الوطني مؤسس ورئيس مجلس أمناء مؤسسة التراث الخيرية الأمير سلطان بن سلمان إلى ولي العهد آنذاك الأمير سلطان بن عبد العزيز ونال موافقته، وسمي البرنامج بعد ذلك بـ«البرنامج الوطني للعناية بالمساجد التاريخية»، قبل أن يعلن الأمير سلطان بن سلمان في وقت لاحق عن تعديل الاسم إلى الاسم الحالي.

## أعمال البرنامج
- حصر أكثر من 1140 مسجدا تاريخيا، وما زال الحصر مستمرا.

- حصر المساجد التي تم ترميمها وتأهيلها والتي تزيد على 120 مسجدا تاريخيا.

- تحديد قائمة المساجد المستهدفة ذات الأولوية في مناطق المملكة وعددها 130 مسجدا تاريخيا.

- تنفيذ مشروع التوثيق المعماري والتاريخي «أطلس المساجد التاريخية رقم1» ويشمل  50 مسجدا تاريخيا.

- تأسيس صندوق المساجد التاريخية في الهيئة لاستقبال التبرعات، وتوقيع أكثر من 80 اتفاقية مع الجهات ذات العلاقة ومع متبرعين.

## دعم البرنامج
- قدم الأمير سلطان بن عبد العزيز دعما للمرحلة الأولى بمليوني ريال خصصت لمسح المساجد المرصودة.

- تكفّل وقف خادم الحرمين الشريفين الملك عبد الله بن عبد العزيز لوالديه، بأعمال ترميم مسجد المعمار في جدة التاريخية ويعد  المسجد التراثي الثالث الذي تم ترميمه على نفقة الملك عبدالله وكان المسجد الأول في طبب والمسجد الثاني «الشافعي» في جدة التاريخية.

- تبرع الملك سلمان بن عبدالعزيز بنفقات ترميم مسجد الحنفي التاريخي في جدة التاريخية الذي صلى فيه الملك عبدالعزيز.

- أعلن الأمير سلطان بن سلمان عن رعاية الملك سلمان لبرنامج خاص للعناية بالمساجد التاريخية في محيط مشروع الدرعية التاريخية، والذي يشمل ترميم 34 مسجداً تاريخياً تعمل على إنجازه كل من الهيئة العامة للسياحة والتراث الوطني، ووزارة الشؤون الإسلامية، والهيئة العليا لتطوير منطقة الرياض، إضافة إلى تبنيه ترميم عدد من المساجد التاريخية في المدينة المنورة؛ امتداداً لتبنيه ترميم عدد من المساجد في مناطق المملكة.

- افتتح الملك سلمان بن عبد العزيز مسجد الظويهرة التاريخي ضمن افتتاح حي البجيري بالدرعية التاريخية (20 جمادى الآخرة 1436هـ) وهو أحد المساجد الثلاثة التي تبرع الأمير سلطان بن سلمان بترميمها في الدرعية التاريخية، إضافة إلى مسجد السريحة، ومسجد الدواسر، بالإضافة إلى عدد من المساجد في حي الطريف التاريخي.

## مشروع محمد بن سلمان لتطوير المساجد التاريخية
هو مشروع لتأهيل وترميم المساجد التاريخية تبناه ولي العهد السعودي الأمير محمد بن سلمان، ويعزز المشروع الاهتمام بتطوير المناطق التراثية والتاريخية في المملكة، والتأكيد على استعادة أصالتها المعمارية وفقا لمعطيات مواقعها الجغرافية، وإعادة تأهيل تلك المساجد للعبادة والصلاة بعد هجرها في السنوات الماضية بسبب مرور المملكة خلال الأربعة عقود الماضية بتنمية عمرانية سريعة، كان من آثارها بناء مساجد حديثة، وإهمال معظم المساجد التاريخية، وهدمها في بعض الأحيان، وبناء مساجد جديدة مكانها.
ووجّه ولي العهد الأمير محمد بن سلمان بتأهيل وترميم 130 مسجداً تاريخياً، ضمن برنامج «إعمار المساجد التاريخية»، وشمل هذا الدعم ضمن مشروع محمد بن سلمان لتطوير المساجد التاريخية، في مرحلته الأولى تأهيل 30 مسجداً في 10 مناطق في المملكة، بتكلفة إجمالية للمرحلة الأولى تبلغ أكثر من 50 مليون ريال.

### مساجد المرحلة الأولى
- مسجد الداخلة (سدير ـ الرياض).

- مسجد الزرقاء (ثرمداء ـ الرياض).

- جامع التويم (التويم ـ الرياض).

- مسجد قصر الشريعة (الهياثم ـ الرياض).

- جامع المنسف (الزلفي - منطقة الرياض).

- مسجد سديرة ( شقراء - منطقة الرياض).

- مسجد سليمان عليه السلام (الطائف ـ مكة المكرمة).

- مسجد البجلي بن مالك (الطائف ـ مكة المكرمة).

- مسجد الحبيش (الهفوف ـ الشرقية).

- مسجد أبوبكر(الهفوف ـ الشرقية).

- مسجد قرية السرو (السرو ـ عسير).

- مسجد النصب (أبها ـ عسير).

- مسجد صدر أيد (النماص ـ عسير).

- مسجد آل عكاسة (النماص - منطقة عسير).

- مسجد المضفاة (بللسمر - منطقة عسير).

- مسجد العجلان (بريدة ـ القصيم).

- مسجد محمد المقبل (بريدة ـ القصيم).

- مسجد البرقاء (الأسياح ـ القصيم).

- الجامع القديم (عقلة الصقور - منطقة القصيم).

- مسجد الأطاولة التراثي (الأطاولة ـ الباحة).

- مسجد الضفير التراثي (الباحة).

- مسجد قرية الملد التراثية (الملد ـ الباحة).

- مسجد التابوت (جزيرة فرسان ـ جازان).

- مسجد المغيضة (حائل).

- مسجد قفار (حائل).

- مسجد الجلعود (سميراء ـ حائل).

- مسجد الرحيبين (سكاكا ـ الجوف).

- مسجد الحديثة (الحديثة ـ الجوف).

- مسجد العيساوية (العيساوية ـ الجوف).

- مسجد أبوبكر (ثار ـ نجران).

### مساجد المرحلة الثانية
- مسجد جواثا (الشرقية)
- مسجد أم زرينيق (الشرقية)
- مسجد الرميلة (الرياض)
- مسجد الروساء (المجمعة- الرياض)
- مسجد العباسة ( أبو عريش - جازان)
- مسجد البيعة (مكة المكرمة)
- مسجد أبو عنبه (جدة)
- مسجد الجبيل (الطائف)
- مسجد الخضر (جدة)
- مسجد الفتح (الجموم - منطقة مكة المكرمة)
- مسجد الجامع (ضباء - تبوك)
- مسجد القعلة (المدينة المنورة)
- مسجد خيف الحزامي (المدينة المنورة)
- مسجد بني حرام (المدينة المنورة)
- مسجد فيضة أثقب (حائل)
- مسجد العودة (الرياض)
- مسجد السعيدان (دومة الجندل - الجوف)
- مسجد الفويهي (سكاكا - الجوف)
- مسجد الصفا (الباحة)
- مسجد العظام (العلا - المدينة المنورة)
- مسجد القلعة (الحناكية - المدينة المنورة)
- مسجد الدويد (الحدود الشمالية)
- مسجد قلعة الإمام تركي بن عبدالله (حوطة بني تميم - الرياض)
- مسجد القبلي (الرياض)
- مسجد العباسة (جازان)
- مسجد الرويبه (القصيم)
- مسجد الزبير بن العوام (نجران).
- مسجد الحزيمي (الأفلاج - الرياض)[4]